# Merasjärvi, Kiruna kommun
Merasjärvi är en by i Jukkasjärvi socken i östra delen av Kiruna kommun.
Byn är en gammal jordbruksby som är belägen efter länsväg 395 mellan Vittangi och Masugnsbyn vid sjön med samma namn. Järvi betyder 'sjö' på tornedalsfinska (meänkieli). I byn ligger Huskykompaniet, som arrangerar vildmarksresor för turister. 
Tidigare bedrev man jordbruk och fiske i byn. Den första fasta bosättningen i Merasjärvi uppfördes i slutet av 1820-talet av Olof Ersson Bergström (f.1772 d. 1857) från Masugnsbyn. Bergström kom ursprungligen från Filipstad i Värmland till Masugnsbyn.
I slutet av 1860-talet bodde 3 familjer om totalt tjugonio personer i Merasjärvi by. 
Två kilometer söder om byn finns kvarn som användes till att såga bräder och mala mjöl, denna brukades mellan åren 1923-1945.
Det har också funnits en dansbana i Merasjärvi, uppförd av Olle Holmberg. Kring byn finns det många hjortronmyrar. Torneälven är åtkomlig från Nurmasuandovägen som löper genom byn.
Vid folkräkningen den 31 december  1890 bodde det 39 personer i Merasjärvi. Den 31 december 2012 var det åtta personer folkbokförda i Merasjärvi, enligt SCB. Den 11 augusti 2016 fanns det enligt Ratsit fem personer över 16 år registrerade med Merasjärvi som adress.
I nordöstra delen av Pajala kommun finns en by med samma namn.